# (7394) Xanthomalitia
(7394) Xanthomalitia (1985 QX4) – planetoida z grupy pasa głównego asteroid okrążająca Słońce w ciągu 7,86 lat w średniej odległości 3,95 j.a. Odkryta 18 sierpnia 1985 roku.